# أليسون سترونغ
أليسون تروجيلو سترونغ (بالإنجليزية: Allison Strong) ممثلة وكاتبة أغاني و مغنية بوب أميركية كولومبية، تكتب وتؤدي غناء باللغتين الإنجليزية والإسبانية، وتؤلف على البيانو والغيتار عملت في مسرحيات برودواي الموسيقية منها باي باي بيردي ومسرحية موسيقية ماما ميا!. كما شاركت في سترونج أعمال تلفزيونية منها بلاك لست عام 2013.أصدرت ألبومها الأول ثنائي اللغة بعنوان (بالإنجليزية: March Towards the Sun)، في 31 أغسطس 2014 حصل على مراجعات إيجابية. في عام 2015 لعبت دور في مسرحية موسيقية أوكلاهوما! والتي نالت الثناء عليه من قبل صحيفة نيويورك تايمز.

## نشأتها
ولدت أليسون تروجيلو سترونج في هوبوكين، نيو جيرسي. نشأت في يونيون سيتي، حيث عملت والدتها لمدة 39 عامًا كأخصائية نفسية في المدرسة لمجلس التعليم في يونيون سيتي قبل تقاعدها. بدأت سترونج التمثيل في سن السابعة، وفازت في مسابقة الغناء الوطنية لأوسكار ماير في سن الحادية عشرة. ظهرت في الإنتاجات المحلية في وحول منزلها في يونيون سيتي، نيو جيرسي منذ الطفولة، في أماكن مثل بارك للفنون المسرحية. المركز وجامعة ولاية مونتكلير حيث تخصصت في المسرح الموسيقي. وهي أيضًا قارئة شعر حائزة على جوائز. قدمت عروضها في مركز نيوجيرسي للفنون المسرحية وفي البرنامج التلفزيوني الصباحي صباح الخير يا أمريكا، للعديد من حكام نيوجيرسي، وكذلك في البيت الأبيض وللرئيس الكولومبي ألفارو أوريبي.

## روابط خارجية
- الموقع الرسمي
- أليسون سترونغ على موقع IMDb (الإنجليزية)
- أليسون سترونغ على موقع ميوزك برينز (الإنجليزية)
- أليسون سترونغ على موقع قاعدة بيانات الفيلم (الإنجليزية)